# Yoo Eun-Young
Yoo Eun-Young es una deportista surcoreana que compitió en taekwondo. Ganó una medalla de plata en el Campeonato Mundial de Taekwondo de 2005 en la categoría de –47 kg.

## Palmarés internacional
| Campeonato Mundial | Campeonato Mundial | Campeonato Mundial | Campeonato Mundial |
| Año                | Lugar              | Medalla            | Categoría          |
| ------------------ | ------------------ | ------------------ | ------------------ |
| 2005               | Madrid (España)    | Medalla de plata   | –47 kg             |